# SC Eendracht Alost
Maillots
Dernière mise à jour : 8 août 2024.
Le Sportclub Eendracht Alost, appelé plus communément l'Eendracht Alost, était un club de football belge basé à Alost, en Flandre-Orientale. Il est fondé en 1919 par la réunion d'anciens joueurs de clubs locaux et s'affilie à l'Union Belge deux ans plus tard. Le club change plusieurs fois de nom au cours de son Histoire, notamment après la mise en faillite de l'ASBL gérant le club en 2002. Il reprend son nom « historique » en juin 2012. Les joueurs d'Alost sont surnommés « de ajuinen » (« les oignons » en néerlandais), en rapport à l'importante culture des oignons dans la ville et ses alentours au XIXe siècle.
Le club évolue en Division 1 Amateur lors de la saison 2018-2019. C'est la 83e saison consécutive qu'il dispute dans les divisions nationales belges, soit depuis 1933. Parmi celles-ci, il en a passé 16 en première division, se qualifiant une fois pour la Coupe de l'UEFA. Son dernier passage au plus haut niveau prend fin au terme de la saison 2001-2002. En Coupe de Belgique, le meilleur résultat du club est une demi-finale, en 1995.
Le club dispute ses matches à domicile au Stade Pierre Cornelis, une enceinte de 7 500 places. Il porte le matricule 90, signe de son ancienneté parmi les clubs de la fédération nationale. Le club est présidé depuis décembre 2011 par Frank De Roose et entraîné par Tom De Cock depuis octobre 2016.
Le 8 Août 2024 le club est officiellement en faillite et le matricule 90 est disparu.

## Histoire

### Fondation du club et premier pas en compétitions régionales (1919-1933)
Avant la Première Guerre mondiale, plusieurs équipes se forment dans la ville d'Alost, dont le Sporting Aalst ou Steun geeft moed (le soutien donne du courage en néerlandais). Ces équipes disputent uniquement des matches amicaux entre elles et ne s'affilient jamais à l'Union Belge. Au déclenchement du conflit, la plupart des joueurs sont appelés aux armes et ces différents clubs cessent leurs activités. Pendant la période d'occupation par l'armée allemande, des membres de ces équipes disputent des rencontres amicales pour lever des fonds pour aider les prisonniers de guerre.
En 1919, d'anciens combattants également joueurs de football se réunissent au café « Bij Jan De Gendarm ». Ils y discutent de la fondation d'un nouveau club de football dans la ville, qui rejoindrait la fédération nationale. Le 25 juin 1919, l'Eendracht Football Club Alost est officiellement créé. Durant un an et demi, le club dispute seulement des matches sans enjeu contre d'autres équipes de la région, sur l'Esplanadeplein, à proximité de la gare ou dans le quartier du Puiteput, sur un terrain sis en bordure de l'actuelle Sinte Annalaan.
Le club s'affilie à l'Union Belge le 25 janvier 1921 en tant que « club adhérent ». Il change de nom le 21 septembre 1923 et prend son appellation qu'il conservera jusqu'au début du XXIe siècle : Sportclub Eendracht Alost. Il fait ses débuts officiels en compétition quelques semaines plus tard, en deuxième division régionale de Flandre-Orientale, le plus bas niveau du football belge à l'époque. Le club progresse dans la hiérarchie des séries régionales et déménage plusieurs fois entre différents terrains de la ville, jusqu'à s'installer le long de la Bredestraat en 1928, un emplacement qu'il ne quittera plus.
En décembre 1926, l'URBSFA instaure le registre matriculaire, chargé de suivre l'évolution des différents clubs de football en Belgique. Le SC Eendracht Alost reçoit le matricule 90.
En 1930, un nouveau président est nommé en la personne de Pierre Cornelis. C'est sous sa direction que le club remporte le titre provincial en 1933 et obtient le droit de monter en Promotion, le troisième et dernier niveau national de l'époque.

### Débuts dans les divisions nationales (1933-1939)
L'Eendracht Alost fait ses débuts en nationales lors de la saison 1933-1934. Il assure rapidement son maintien et joue même les premiers rôles jusqu'au bout de la saison, terminant finalement quatrième. Le club clôt la saison suivante en milieu de classement puis remporte son premier titre en 1936, avec une avance confortable de cinq points sur son dauphin, Courtrai Sport. Après seulement trois saisons en Promotion, le club est promu en Division 1, l'anti-chambre de l'élite.
Le club alostois gère parfaitement la transition avec le niveau supérieur et termine sa première saison en Division 1 à une honorable septième place, dans la foulée des anciens champions de Belgique du RCS Brugeois. Il progresse encore de trois places la saison suivante et termine à un point du podium. Durant la saison 1938-1939, le club se mêle à la lutte pour le titre face à trois clubs de la province d'Anvers, Berchem Sport, le Tubantia et le Lyra. Les deux premiers lâchent prise en cours de saison et le duel face aux lierrois tourne à l'avantage des « Ajuinen » qui devancent leurs rivaux de deux points. Le club remporte un premier titre de Division 1 et est promu en Division d'Honneur, le plus haut niveau du football belge, à peine six ans après ses débuts dans les divisions nationales.

### Premier séjour au plus haut niveau et relégations (1939-1951)
Promu en Division d'Honneur, le club alostois fait ses débuts lors de la saison 1939-1940. Malheureusement, la compétition est interrompue par la guerre et ne reprendra plus. Au moment de l'arrêt du championnat, le club occupe la septième place du classement général mais cette saison n'est pas comptabilisée comme une saison officielle. Alost doit attendre la saison 1941-1942 pour jouer son premier championnat complet. Le club termine en cinquième position, ce qui restera son meilleur classement pendant plus d'un demi-siècle. La saison suivante est beaucoup plus difficile pour le club, qui n'évite la relégation que pour un point. Le club fait à peine mieux lors du troisième « championnat de guerre » mais bénéficie de la faiblesse du Lyra et du FC Tilleur pour conserver une marge confortable sur les positions de relégables.
En 1944, les compétitions sont de nouveau arrêtées à la suite de la reprise des combats marquant la fin de la Seconde Guerre mondiale. Lorsqu'elles reprennent un an plus tard, les clubs relégués lors des championnats disputés durant le conflit sont repêchés. Cela donne une compétition avec 19 équipes, au terme de laquelle Alost se classe neuvième. La saison 1946-1947 marque le « retour à la normale » décidé par l'URBSFA, pour ramener les différentes séries nationales à un nombre identique de clubs, à savoir 16 par série. Cela implique donc qu'il y ait cinq descendants directs de Division d'Honneur en fin de saison. Classé 17e, l'Eendracht Alost fait partie des cinq condamnés et redescend en Division 1 après cinq saisons jouées parmi l'élite.
Après la relégation, le club essaie de remonter rapidement parmi l'élite. Il se mêle longtemps à la lutte pour le titre en 1947-1948 mais termine finalement troisième, à quatre longueurs du champion, le KRC Malines. Les deux saisons suivantes, le club se classe à chaque fois cinquième, à bonne distance des vainqueurs. La saison 1950-1951 est plus difficile et voit le club se battre pour son maintien. Devant le Tubantia rapidement distancé, une demi-douzaine d'équipes luttent pour éviter l'avant-dernière place, synonyme de relégation. Malheureusement pour les alostois, ils en héritent au terme de la saison et doivent dès lors redescendre en Promotion. La reconnaissance du club en tant que « Société Royale » le 16 mai 1951 n'atténue pas la déception des joueurs et des supporters. Le club change de nom le 13 juin de la même année pour devenir le « Koninklijke Sportclub Eendracht Alost ».

### La remontée vers la première division (1951-1960)
Le désormais KSC Eendracht Alost joue la dernière saison de Promotion en tant que troisième niveau national. À la suite de la réforme des compétitions nationales décidée pour la saison prochaine, aucun club ne sera promu vers le deuxième niveau et seuls les cinq premiers de chaque série se maintiendront au troisième niveau. Le club termine troisième de sa série et assure donc ainsi son maintien pour la saison suivante en Division 3. Dans une série plus concurrentielle du fait du grand nombre de relégués du niveau supérieur, Alost finit seulement septième.
Le club retrouve ensuite une place au sommet de la hiérarchie mais échoue deux saisons de suite à la deuxième place. En 1954, il termine à égalité de points avec le KFC Izegem, déclaré champion pour avoir concédé moins de défaites que le club alostois. En 1955, c'est le Racing Club Tournaisien qui le prive du titre de justesse, terminant en tête avec une marge de deux points. La saison suivante, Alost termine seulement quatrième, très loin du champion brugeois. Finalement, il remporte le titre dans sa série en 1957, avec une avance de cinq points sur le KSV Waregem et remonte ainsi en Division 2 six ans après l'avoir quittée.
De retour en deuxième division, l'Eendracht Alost réalise une saison de transition, terminant neuvième au classement final. La saison suivante, le club occupe le haut du tableau et finit quatrième, à seulement trois points de la deuxième place, synonyme de promotion en Division 1. Ce n'est que partie remise pour le club. Il domine la saison 1959-1960 et remporte un nouveau titre de champion de deuxième division. Après treize saisons passées dans les divisions inférieures, le club alostois retrouve l'élite nationale.

### Court retour parmi l'élite et première descente en Promotion (1960-1966)
De retour en première division, l'Eendracht Alost assure facilement son maintien et finit à la dixième place. Il vit une saison 1961-1962 beaucoup plus difficile et subit plusieurs coups du sort. Lors d'un match à domicile contre le Standard de Liège le 5 novembre 1961, l'arbitre Arthur Blavier expulse sévèrement trois joueurs alostois. L'arbitrage « tendancieux » provoque la colère des alostois et l'envahissement du terrain par les supporters. Le préparateur physique du club, un certain Michel Verschueren, doit même être retenu par ses joueurs pour qu'il ne frappe pas l'arbitre. Il sera suspendu pour un an par la fédération et plusieurs joueurs le seront également pendant plusieurs rencontres de championnat. Après que la police ait fait évacuer le terrain, il ne reste plus assez de joueurs alostois valides pour poursuivre le match et le Standard est déclaré vainqueur par forfait. Cette affaire est connue à Alost sous le nom de « La malédiction de Blavier » et un livre a même été écrit sur le sujet. En fin de saison, le club finit bon dernier avec seulement 17 points et est relégué en deuxième division.
Cette relégation marque le début d'une ère difficile pour l'Eendracht Alost. Candidat à la remontée directe, le club échoue en milieu de classement durant deux saisons. Lors de la saison 1964-1965, le club est en lutte pour son maintien. Il termine avant-dernier et doit redescendre en Division 3 mais à la suite d'une affaire de tentative de corruption, il est sanctionné d'une rétrogradation administrative et renvoyé pour la première fois de son Histoire en Promotion, le quatrième et dernier niveau national. Alost remporte le titre dans sa série un an plus tard et remonte directement en troisième division.

### Une décennie en Division 3 (1966-1977)
De retour au troisième échelon national, l'Eendracht Alost s'installe d'emblée dans le « sub-top » et décroche la cinquième place dans sa série. La saison suivante, il lutte pour le titre jusqu'à l'avant-dernière journée avec le RCS Brugeois. Les brugeois possèdent un point d'avance lorsque les deux clubs se rencontrent. Alost l'emporte et file vers le titre mais l'entraîneur des espoirs du Cercle, André Penninck, remarque que le délégué alostois a commis une erreur sur la feuille de match, indiquant que l'équipe avait terminé avec deux gardiens de but. Le Cercle dépose une plainte auprès de l'Union Belge mais la victoire alostoise est maintenue, verdict confirmé en appel. Le Cercle entame une seconde procédure d'appel, devant une juridiction civile cette fois, qui force la fédération à appliquer son règlement et donner une victoire « sur tapis vert » à l'équipe brugeoise. Ce verdict est entériné le 21 juin 1968 et voit donc le résultat du match inversé. Cela offre le titre aux brugeois et relègue les alostois à la deuxième place, un mois après la fin de la compétition.
Cette décision porte un coup aux alostois, qui bien qu'obtenant à plusieurs reprises de bons résultats (trois fois quatrièmes en huit saisons), ne parviennent plus à viser le titre. En 1976, le club recrute un joueur de choix en la personne de Paul Van Himst, quadruple Soulier d'or et huit fois champion de Belgique avec Anderlecht. Malgré de nombreuses blessures tout au long de la saison, il parvient à tirer l'équipe vers les sommets et lui permet de remporter le titre en 1977. Après cela, le joueur met un terme à sa carrière professionnelle.

### Quinze années en deuxième division, échecs successifs pour la montée (1977-1991)
Douze ans après sa relégation, l'Eendracht Alost est de retour en Division 2. Le club passe trois saisons plutôt tranquilles, conclues en milieu de classement. Au début des années 1980, les dirigeants ambitionnent un retour au plus haut niveau national à moyen terme. Leur souhait est presqu'exaucé en 1981, quand le club termine troisième et se qualifie ainsi pour le tour final pour la montée. Il termine deuxième de ce mini-championnat et doit donc rester en deuxième division. Cet échec déstabilise le club qui recule au classement au fil des saisons. Il termine trois années de suite en milieu de classement, reculant chaque année un peu plus. La saison 1984-1985 est difficile pour le club, qui lutte pour son maintien jusqu'au bout de la saison. Finalement, il finit à la quatorzième place, avec un point d'avance sur Harelbeke, le premier relégué.
Cette saison stressante agit comme un coup de fouet chez les alostois, qui se redressent la saison suivante et jouent longtemps pour le titre. Ils échouent finalement à la troisième place et participent de nouveau au tour final. Ils finissent à la troisième place et ratent une nouvelle fois la montée en première division. Le club vit ensuite une nouvelle saison difficile en bas de classement et termine treizième, avec une marge d'à peine trois points sur les deux relégués. L'Eendracht se reprend lors de la saison 1987-1988 et lutte pour le titre avec le Racing de Malines. En fin de saison, ce sont néanmoins les malinois qui l'emportent, renvoyant les alostois pour la troisième fois au tour final. Et pour la troisième fois, le club échoue dans sa tentative de promotion. Il termine à égalité avec le Lierse SK mais le club anversois est promu grâce à une meilleure différence de buts.
L'année suivante, le club termine cinquième mais ne se qualifie pas pour le tour final à la suite de la victoire du KFC Eeklo, septième au général, au classement d'une des tranches du championnat. Alost recule encore la saison qui suit et termine dixième. Mais comme à chaque fois depuis une dizaine d'années, le club se relève après une saison moins bonne et retrouve les premières places. Il termine quatrième en 1991 et participe pour la quatrième fois en onze ans au tour final. Cette fois, le club ne laisse plus passer sa chance et remporte cette compétition. Après 29 saisons dans les séries inférieures, l'Eendracht Alost remonte enfin en Division 1.

### Les années 1990: l'âge d'or du club (1991-2000)
Pour son retour au plus haut niveau, l'Eendracht Alost vit une saison difficile. Rapidement distancé, le club termine bon dernier, à dix points du KRC Genk, premier non-relégable. Douze mois après sa montée en Division 1, le club doit déjà retourner au niveau inférieur. Après cette relégation, le club vise une remontée rapide. Malheureusement, le début de saison est catastrophique et l'entraîneur Jean-Pierre Vande Velde est licencié. Il est remplacé par l'ancienne gloire du FC Bruges et des Diables Rouges, Jan Ceulemans, pour qui c'est une première expérience en tant qu'entraîneur principal. Il parvient à redresser la situation et mène le club à la quatrième du classement en fin de saison. Alost dispute à nouveau le tour final mais le KV Ostende s'y montre toutefois trop fort et l'emporte, privant les alostois, deuxièmes, d'une nouvelle montée par l'élite.
Lors de la saison 1993-1994, le club est de nouveau aux avant-postes mais doit laisser le titre à Saint-Trond. Il dispute le tour final pour la sixième fois en quatorze ans et, pour la seconde fois, le remporte et monte en Division 1. Cette fois, la montée parmi l'élite est couronnée de succès, le club alostois se mêlant à la lutte pour une qualification européenne. En janvier 1995, Gilles De Bilde reçoit le Soulier d'or, la plus prestigieuse distinction individuelle du championnat belge. En fin de saison, le club termine à une belle quatrième place, qualificative pour la prochaine édition de la Coupe UEFA. C'est le meilleur classement obtenu par le club dans son Histoire. Il atteint également les demi-finales de la Coupe de Belgique, éliminé par le FC Bruges, le futur vainqueur.
Quelques jours après la fin du championnat, le 1er juin 1995, l'Eendracht Alost absorbe l'équipe féminine des Kamillekes Alost, porteur du matricule 8511 et l'intègre à la structure du club.
Le club alostois découvre la Coupe d'Europe via la Coupe UEFA 1995-1996. Après avoir éliminé le Levski Sofia au premier tour, il doit s'incliner contre l'AS Rome au tour suivant. C'est encore aujourd'hui la seule participation du club à une compétition européenne. En championnat, le club ne parvient pas à rééditer ses performances de la saison précédente et termine à la douzième place. Les saisons suivantes sont toutes marquées de la lutte pour le maintien et de nombreux changements d'entraîneur, six en cinq ans.

### Problèmes financiers, chute en Promotion et redressement (2000-2011)
Au début de l'année 2000, des problèmes financiers viennent détériorer la situation du club. Le président Gilbert De Jonghe et le manager Patrick Orlans entament des pourparlers en vue d'une fusion avec le KSC Lokeren. Devant les vives protestations des supporters, le président quitte le club, suivi par son manager. Luc Coppens, sponsor et supporter de longue date de l'Eendracht, reprend la place de dirigeant. Au niveau sportif, le club se sauve de justesse en 2001, quand il termine avec un petit point d'avance sur le KRC Harelbeke, dix-septième et relégué. Ce n'est qu'un répit de douze mois pour l'Eendracht, qui termine à l'avant-dernière place du classement et doit ainsi quitter l'élite après huit saisons de présence consécutives.
Malgré plusieurs tentatives pour combler le fossé de dettes créé par l'ancienne direction, la société gérant le club ne peut éviter la faillite et doit déposer le bilan en 2002. À la suite de cela, l'Union belge, conformément à son règlement, sanctionne le club d'une rétrogradation administrative, le renvoyant directement en Division 3. Cette faillite force également le club à changer sa dénomination officielle. Il devient dès lors le « VC Eendracht Alost 2002 » et Peter Garré est nommé comme nouveau président.
Après cette double relégation, toute l'équipe quitte le club, à l'exception du jeune Ives Cordier, le seul joueur du noyau professionnel à accompagner le club en troisième division. L'ancien joueur Leo Van Der Elst est nommé entraîneur du club mais est licencié en février 2003. Son adjoint Geert Van Roy assure l'intérim et mène le club à la victoire lors du tour final, lui permettant de déjà remonter en Division 2. En juin de la même année, la section féminine, quatre fois championne de Belgique consécutivement, reprend son indépendance sous le nom de VC Dames Eendracht Alost et reçoit un nouveau matricule, le 9447.
Le retour en deuxième division ne dure que deux ans. Derniers en 2005, les alostois sont relégués en Division 3. La saison suivante est marquée par des événements extra-sportifs mettant en péril la survie du club. Le président Peter Garré déclare vouloir fusionner avec La Gantoise, indiquant que l'Eendracht Alost n'est plus assez rentable et qu'il n'est pas Don Quichote pour se battre contre des moulins à vent. À la suite de cela, les supporters en colère lui bloquent la sortie du stade lors d'un match à domicile et il doit être escorté par la police pour rentrer chez lui. 

### Le renouveau du SC Eendracht Alost (2011-...)
- 2012 : (juillet) VOETBAL CLUB EENDRACHT AALST 2002 (90) reprend son nom « de tradition » SPORTCLUB EENDRACHT AALST (90).

## Résultats sportifs
Statistiques mises à jour le 23 mai 2023 (terme de la saison 2022-2023)

### Palmarès
- 2 fois champion de Division 2 en 1939 et 1960.
- 2 fois vainqueur du Tour final de Division 2 en 1991 et 1994.
- 4 fois champion de Division 3 en 1936, 1957, 1977 et 2011.
- 1 fois vainqueur du Tour final de Division 3 en 2003.
- 2 fois champion de Promotion en 1966 et 2007.

### Bilan en séries nationales
| Niv | Divisions     | Jouées | Titres | TM Up | TM Down |
| --- | ------------- | ------ | ------ | ----- | ------- |
| I   | 1re nationale | 16     | 0      |       |         |
| II  | 2e nationale  | 35     | 2      | 6     |         |
| III | 3e nationale  | 29     | 4      | 4     | 1       |
| IV  | 4e nationale  | 7      | 2      | 1     |         |
| V   | 5e nationale  | 0      | 0      |       |         |
|     |               |        |        |       |         |
|     | TOTAUX        | 87     | 8      | 11    | 1       |

- TM Up : test-match pour départager des égalités, ou toutes formes de Barrages ou de Tour final pour une montée éventuelle.
- TM Down : test-match pour départager des égalités, ou toutes formes de Barrages ou de Tour final pour le maintien.

### Résultats en compétitions européennes
Au cours de son Histoire, le KSC Eendracht Alost a participé à une campagne européenne, la Coupe UEFA 1995-1996, grâce à sa quatrième place finale lors du championnat de Belgique la saison précédente. Au premier tour, il est opposé aux bulgares du Levski Sofia, champion de Bulgarie, dont le championnat ne donne pas droit à une place dans la nouvelle Ligue des champions. Les alostois remportent les deux matches, 1-2 en Bulgarie et 1-0 à domicile. Il est cette année-là le seul club belge à se qualifier pour les seizièmes de finale où il est opposé à l'AS Rome, un des ténors du championnat italien. 
Alost subit une lourde défaite 4-0 au Stadio Olimpico, le club voit ses rêves de qualification s'envoler. Il tient néanmoins son rang lors du match retour, disputé au Stade Constant Vanden Stock d'Anderlecht pour des raisons de sécurité, et arrache un match nul 0-0. Le club est éliminé de la compétition et n'a plus jamais disputé de coupe d'Europe depuis.
| Compétition | Édition   | Tour                | Adversaire   | Match aller | Match retour | Score cumulé | Résultat |
| ----------- | --------- | ------------------- | ------------ | ----------- | ------------ | ------------ | -------- |
| Coupe UEFA  | 1995-1996 | 1er tour            | Levski Sofia | 1-2         | 1-0          | 3-1          | Qualifié |
| Coupe UEFA  | 1995-1996 | Seizièmes de finale | AS Rome      | 4-0         | 0-0          | 0-4          | Éliminé  |

## Personnalités

### Joueurs connus
- Karim Bridji
- Gilles De Bilde
- Godwin Okpara
- Adolf De Buck
- Christophe Lauwers
- Yves Vanderhaeghe
- Lasha Jakobia
- Juan Lozano
- Paul Van Himst
- Philippe Vande Walle
- Jean Arnolis
- Eddie Krnčević
- Leo Van Der Elst
- Dries Mertens
- Malick Fofana

## Équipe féminine
- 1977 : fondation (officielle) du club féminin KAMILLEKES AALST le 28/03/1977 et affiliation à l'URBSFA le 06/05/1977; le club reçoit le numéro matricule 8511 (note foot 100 asbl : en janvier 1977, le secrétariat du club écrivait "Sinds 1970 spelen wij reeds in competitieverband" - "Depuis 1970, nous sommes déjà engagées dans des compétitions")